# Casa del Parlamento (Edimburgo)
Este artículo es sobre el edificio que fue sede del legislativo escocés que funcionó hasta 1707. Para la sede de la cámara establecida en 1999, véase Edificio del Parlamento de Escocia
La Casa del Parlamento conocida como Parliament House en Edimburgo, Escocia, fue la sede del poder legislativo escocés antes de su unión con el de Inglaterra cuando se constituyó en el Parlamento del Reino Unido. Actualmente alberga a la Corte Suprema de Escocia. Está localizada en la parte vieja (Old Town) de la ciudad, muy cerca del Royal Mile, al lado de la Catedral de Edimburgo.

## Parliament Hall
La parte más antigua de la Casa del Parlamento es la conocida como Parliament Hall, y que fuera construida por el Consejo de Edimburgo, bajo su costo, como sede permanente del parlamento. Como tal, es el edificio más antiguo de las islas británicas levantado con el propósito de albergar un poder legislativo.